# Неделькович, Озрен
О́зрен Неде́лькович (серб. Ozren Nedeljković; 27 января 1903, Сремски-Карловци — 11 июня 1984, Белград) — югославский шахматист; национальный мастер (1930). Шахматный литератор. Редактор шахматного отдела газеты «Борба» (1968—1984). Чемпион Белграда (1927 и 1929). Победитель турнира в Земуне (1932).
В составе команды Югославии участник неофициальной Олимпиады 1936 года, выступал на 2-й запасной доске и выиграл золотую медаль в индивидуальном зачёте.

## Книги
- Уџбеник шаха, Београд, 1929;
- Teopија отварања затворених игара са партијама чувених мајстора, Београд, 1948;
- Завршнице — Шаховски савез Србије, Београд, 1951;
- Znate li šah?, Beograd, 1952.